# Bandera de Sant Cebrià de Vallalta
La bandera oficial de Sant Cebrià de Vallalta té la següent descripció:
Bandera apaïsada, de proporcions dos d'alt per tres de llarg, vermella, amb dos triangles rectangles grocs iguals i encarats, el primer amb el catet de la vora de l'asta d'alçària 1/2 de la del drap i el de la vora inferior de llargària 1/2 de la del mateix drap; i amb la mitra blanca franjada de groc i sense les ínfules, d'alçària 3/5 de la del drap i amplària 1/3 de la llargària del mateix drap al centre.
Va ser aprovada el 7 de juny de 2006 i publicada en el DOGC el 27 de juny del mateix any amb el número 4663.